# Paramonacanthus matsuurai
Paramonacanthus matsuurai är en fiskart som beskrevs av Lee Milo Hutchins 1997. Paramonacanthus matsuurai ingår i släktet Paramonacanthus och familjen filfiskar. IUCN kategoriserar arten globalt som otillräckligt studerad. Inga underarter finns listade i Catalogue of Life.